# François Knaepen
François Joseph Auguste Knaepen (Luik, 11 maart 1900 - 26 september 1968) was een Belgisch volksvertegenwoordiger.

## Levensloop
Knaepen was van beroep bankwerker.
In 1936 werd hij verkozen tot Rex-volksvertegenwoordiger voor het arrondissement Luik en vervulde dit mandaat tot in 1939.
Er werd nadien niets meer van hem gehoord.

## Publicatie
- Rex et les ouvriers, Brussel, 1937